# Marchezais
Marchezais is een gemeente in het Franse departement Eure-et-Loir (regio Centre-Val de Loire) en telt 208 inwoners (1999). De plaats maakt deel uit van het arrondissement Dreux.

## Geografie
De oppervlakte van Marchezais bedraagt 2,2 km², de bevolkingsdichtheid is 94,5 inwoners per km².
De onderstaande kaart toont de ligging van Marchezais met de belangrijkste infrastructuur en aangrenzende gemeenten.

## Verkeer
Net over de zuidelijke gemeentegrens ligt het spoorwegstation Marchezais - Broué.

## Demografie
Onderstaande figuur toont het verloop van het inwonertal (bron: INSEE-tellingen).